# سامسونگ اس‌جی‌اچ-ئی۹۵۰
سامسونگ اس‌جی‌اچ-ای۹۵۰ یک‌نمونه از گوشی‌های تلفن همراه سری E شرکت سامسونگ می باشد که توسط همین شرکت به بازار عرضه شده‌است.